# Смерть и похороны папы римского Франциска
Папа римский Франциск скончался в возрасте 88 лет в пасхальный понедельник 21 апреля 2025 года в 07:35 CEST (UTC+02:00) в своей резиденции в Ватикане. О смерти было объявлено кардиналом Кевином Фарреллом в эфире ватиканского телеканала Vatican Media и в видеообращении. Понтифик ушёл из жизни после продолжительного периода ухудшения здоровья.
Франциск занимал пост папы римского — главы Католической церкви — с момента своего избрания 13 марта 2013 года. Он стал вторым папой XXI века, умершим при исполнении своих обязанностей (после Иоанна Павла II в 2005 году), а его смерть стала первой причиной sede vacante после отречения Бенедикта XVI в 2013 году.
Причиной смерти был официально объявлен инсульт, за которым последовала необратимая сердечная недостаточность. Похороны прошли 26 апреля. Папский конклав 2025 года, который выбрал нового папу римского (им стал Лев XIV) проходил 7-8 мая.

## Биографическая справка
Франциск, в миру Хорхе Марио Бергольо, стал папой римским в марте 2013 года, сменив Бенедикта XVI, который отрёкся по состоянию здоровья. Стал первым понтификом из Нового Света и первым представителем ордена иезуитов на этом посту.
Бергольо родился 17 декабря 1936 года в Буэнос-Айресе в семье железнодорожного рабочего. Получил диплом химика-технолога, а затем поступил в семинарию. В 1963 году стал лиценциатом философии, а в 1970 году — лиценциатом богословия. В декабре 1969 года он был рукоположён в сан священника и впоследствии занимал различные должности в иезуитском монашеском ордене Аргентины. В феврале 2001 года Иоанн Павел II возвёл его в сан кардинала.

## Состояние здоровья
Сообщалось, что на момент избрания (в возрасте 76 лет) Франциск был здоров. Врачи отмечали, что удалённая в молодости часть лёгкого из-за перенесённого плеврита существенно не влияет на его общее состояние. Единственное беспокойство вызывал сниженный дыхательный резерв в случае респираторной инфекции. У папы римского наблюдались хронические проблемы с лёгкими, отчасти из-за перенесённой в юности операции. В 2020-х годах зимой он часто страдал от гриппа и бронхита. Проблемы с коленями и ишиас вынуждали его регулярно пользоваться инвалидной коляской, ходунками или тростью. В 2021 году проблемы со здоровьем вызвали слухи о возможной отставке понтифика, которые Франциск опроверг. В июне 2022 года, после прохождения лечения колена, он отменил запланированные поездки в Демократическую Республику Конго и Южный Судан. В интервью агентству Reuters в том же месяце Франциск заявил, что не рассматривал возможность отставки, но готов пойти на это, если здоровье не позволит ему управлять Церковью. Во время визита в Демократическую Республику Конго в феврале 2023 года Франциск сказал, что отставка не входит в его планы.
В марте 2023 года папа Франциск был госпитализирован в Риме с респираторной инфекцией. В апреле он отслужил пасхальную мессу в Великую субботу. В июне Франциск перенёс операцию на брюшной полости из-за грыжи. С 2022 года Франциск начал появляться на публике в инвалидной коляске, первоначально — из-за болей в колене, потребовавших медицинского вмешательства. Он признал, что проблемы с передвижением ознаменовали начало, по выражению агентства Reuters, «нового, более медленного этапа его понтификата». В то же время он получил признание со стороны католиков с инвалидностью за то, что сделал свою физическую ограниченность открытой частью публичного имиджа.
14 февраля 2025 года Франциск был вновь госпитализирован в римскую клинику Джемелли с диагнозом бронхит. Пребывание в стационаре было продлено из-за полимикробной инфекции дыхательных путей и двусторонней пневмонии. Портал Vatican News охарактеризовал состояние понтифика как критическое, сообщив, что ему проводились переливания крови и подача кислорода через высокопоточные аппараты. 23 февраля было объявлено, что у Франциска выявлена начальная стадия почечной недостаточности, однако его состояние оставалось стабильным и контролируемым. 26 февраля наблюдалось некоторое улучшение, однако уже через два дня у папы римского случился бронхоспазм, приведший к аспирации рвотных масс и необходимости неинвазивной вентиляции лёгких. Ватикан тогда заявил, что его прогноз остаётся неопределённым. 3 марта стало известно, что Франциск был отключён от аппарата ИВЛ и находился в стадии восстановления. Впоследствии Ватикан сообщил, что понтифик перенёс два эпизода «острой дыхательной недостаточности». После этого, третьего значительного ухудшения состояния, механическая вентиляция была вновь возобновлена в тот же день во второй половине дня.

19 марта стало известно, что Франциск больше не нуждается в ночной вентиляции лёгких, а по данным врачей, его лёгочная инфекция находится под контролем, хотя и не устранена полностью. 23 марта папа был выписан из больницы, сразу после чего обратился с благословением к собравшимся у его балкона верующим. Ожидалось, что он проведёт как минимум два месяца в восстановительном режиме в своей резиденции Domus Sanctae Marthae в Ватикане, придерживаясь сокращённого рабочего графика. 6 апреля он появился на публике впервые после госпитализации.
20 апреля, за день до своей смерти и в пасхальное воскресенье, папа Франциск поручил проведение традиционной пасхальной мессы кардиналу Анджело Комастри, однако неожиданно появился на площади Святого Петра, чтобы благословить собравшихся. В этот же день он провёл встречу с вице-президентом США Джей Ди Вэнсом. Последним политическим деятелем, который встретился с папой Франциском, был премьер-министр Хорватии Андрей Пленкович.

## Смерть

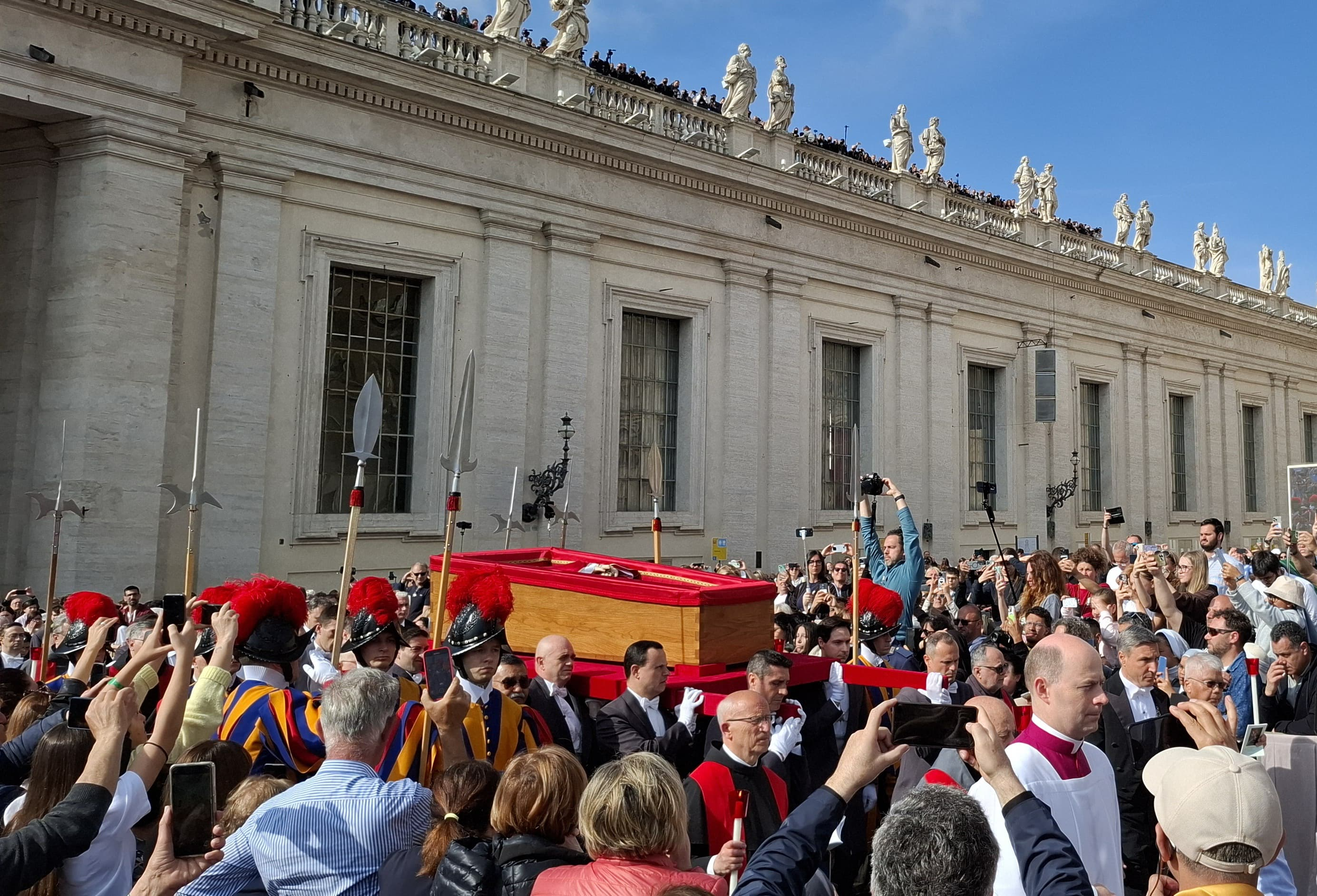
Процессия с телом покойного папы римского Франциска

21 апреля 2025 года около 05:30 CEST появились первые признаки ухудшения самочувствия папы римского Франциска, примерно через час он впал в кому. В 09:47 CEST кардинал Кевин Фаррелл, камерленго Римско-католической церкви из Domus Sanctae Marthae, резиденции понтифика, зачитал сообщение, которое также транслировалось в эфире Vatican Media. Фаррелл объявил, что папа Франциск скончался в возрасте 88 лет в 07:35 CEST в Ватикане.

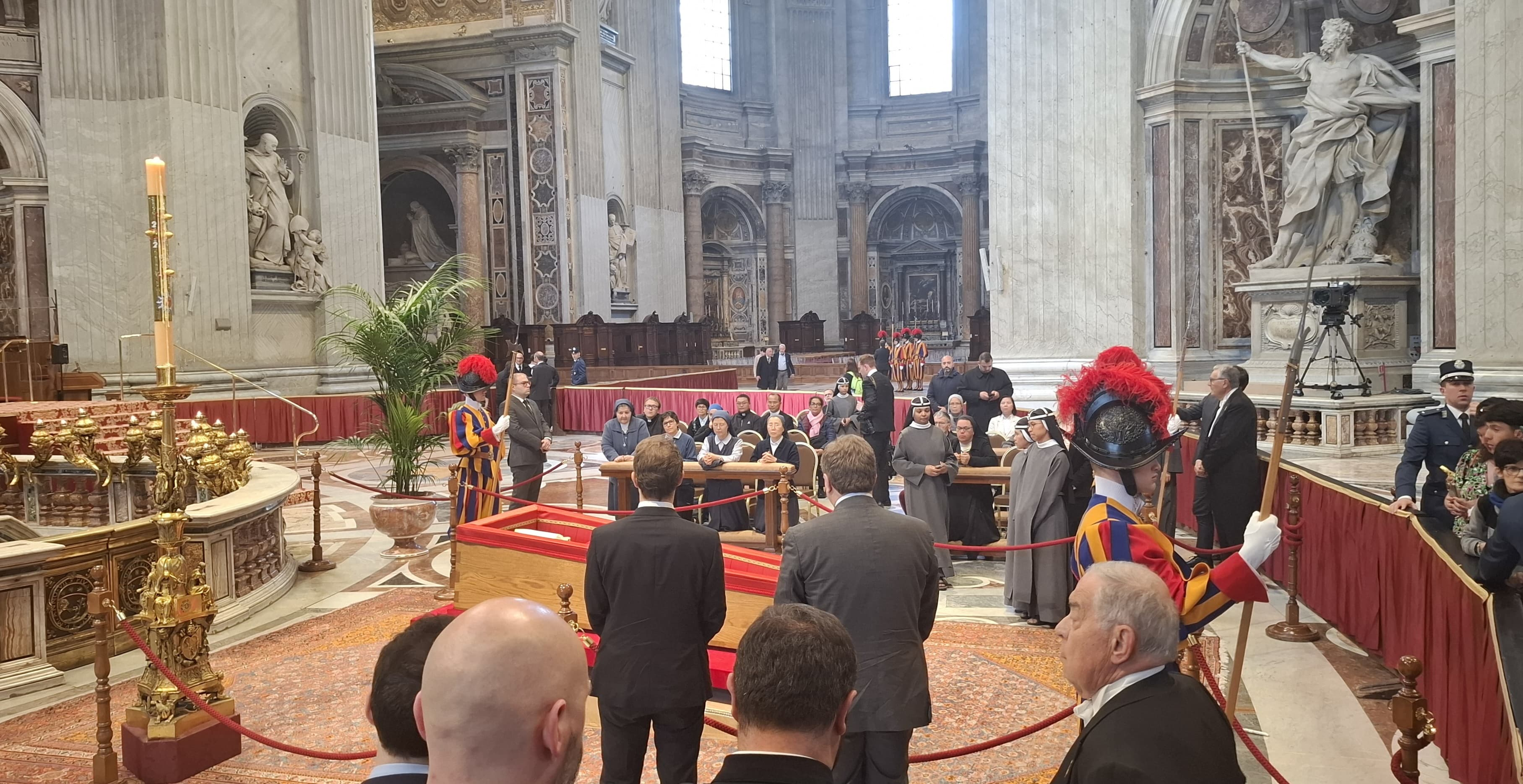

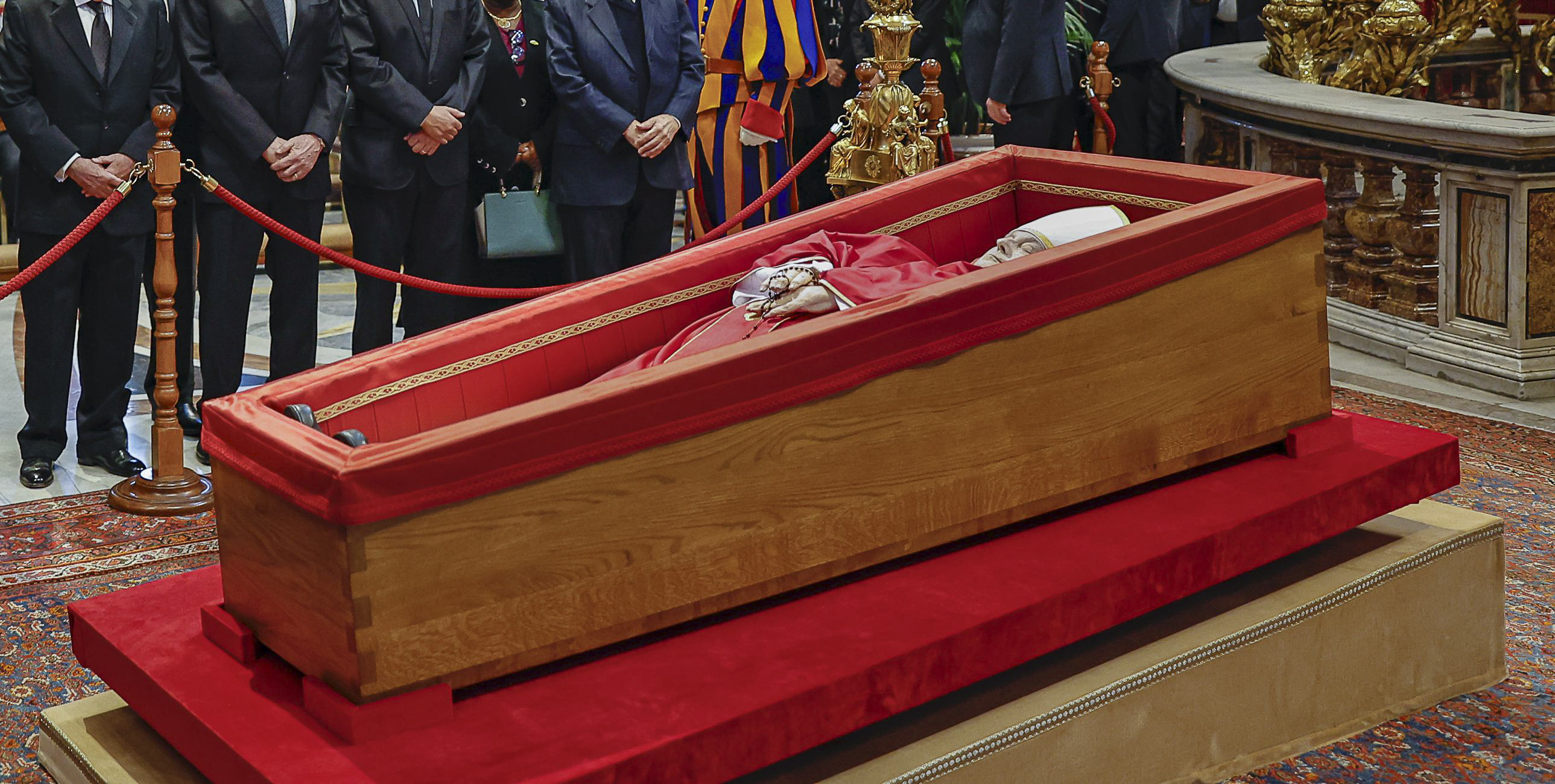
Папа Франциск, лежащий в гробу

В свидетельстве о смерти, опубликованном Ватиканом позже в тот же день, говорилось, что Франциск скончался от инсульта, который привёл к коме и необратимой сердечной недостаточности. Также было указано, что папа римский страдал сахарным диабетом 2-го типа и гипертонией. Согласно каноническому праву, конклав по избранию нового папы должен пройти примерно через 15—20 дней после наступления периода sede vacante — в данном случае между 6 и 11 мая 2025 года. Однако он может начаться и раньше, если все кардиналы-выборщики прибудут в Рим, как это предусмотрено в документе Normas nonnullas — апостольском послании, изданном Бенедиктом XVI 26 февраля 2013 года и касающемся некоторых изменений в правила избрания нового папы. После кончины понтифика наступил девятидневный траур, известный как novemdiales.

## Похороны

Карта стран с официальным представительством на похоронах.

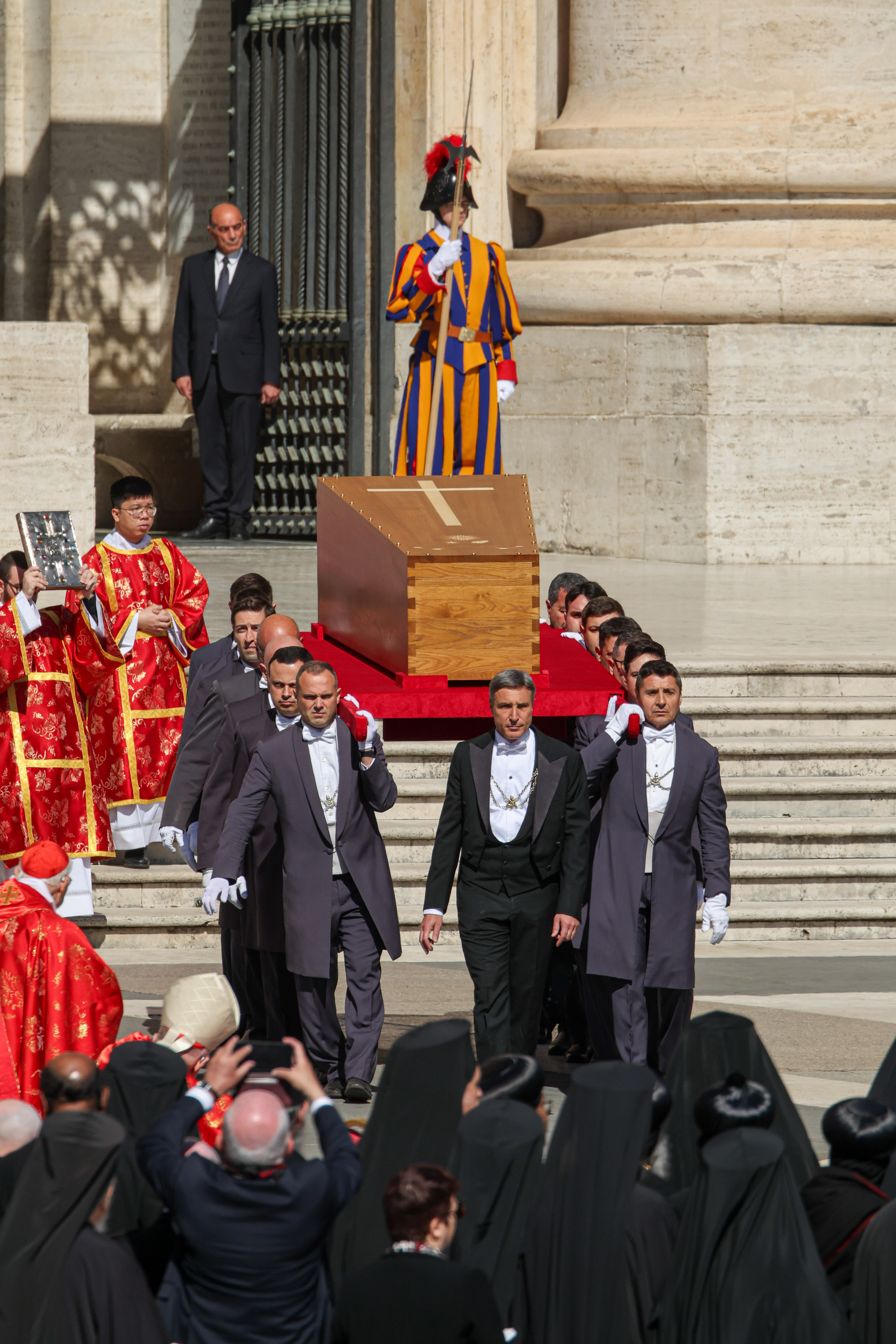
Шествие с гробом Папы Франциска

Вечером 21 апреля был проведён обряд констатации смерти и помещения тела понтифика в гроб. Похороны состоялись 26 апреля; их посетили не менее 100 тысяч человек. 22 апреля Ватикан опубликовал фотографии папы Франциска, на которых он запечатлён лежащим в гробу в Domus Sanctae Marthae в традиционном красном папском облачении и белой митре.
Утром 23 апреля тело понтифика выставили в Соборе Святого Петра, где в течение трёх дней оно было доступно для публичного прощания.
Похороны прошли в соответствии с многовековыми традициями, включая прощание в часовне Апостольского дворца. Франциск завещал похоронить себя в нише бокового нефа между часовней Павла (капелла Salus Populi Romani) и капеллой Сфорца в базилике Санта-Мария-Маджоре (Богоматери Великой). Таким образом, он стал первым папой с 1903 года, погребённым за пределами Ватикана.

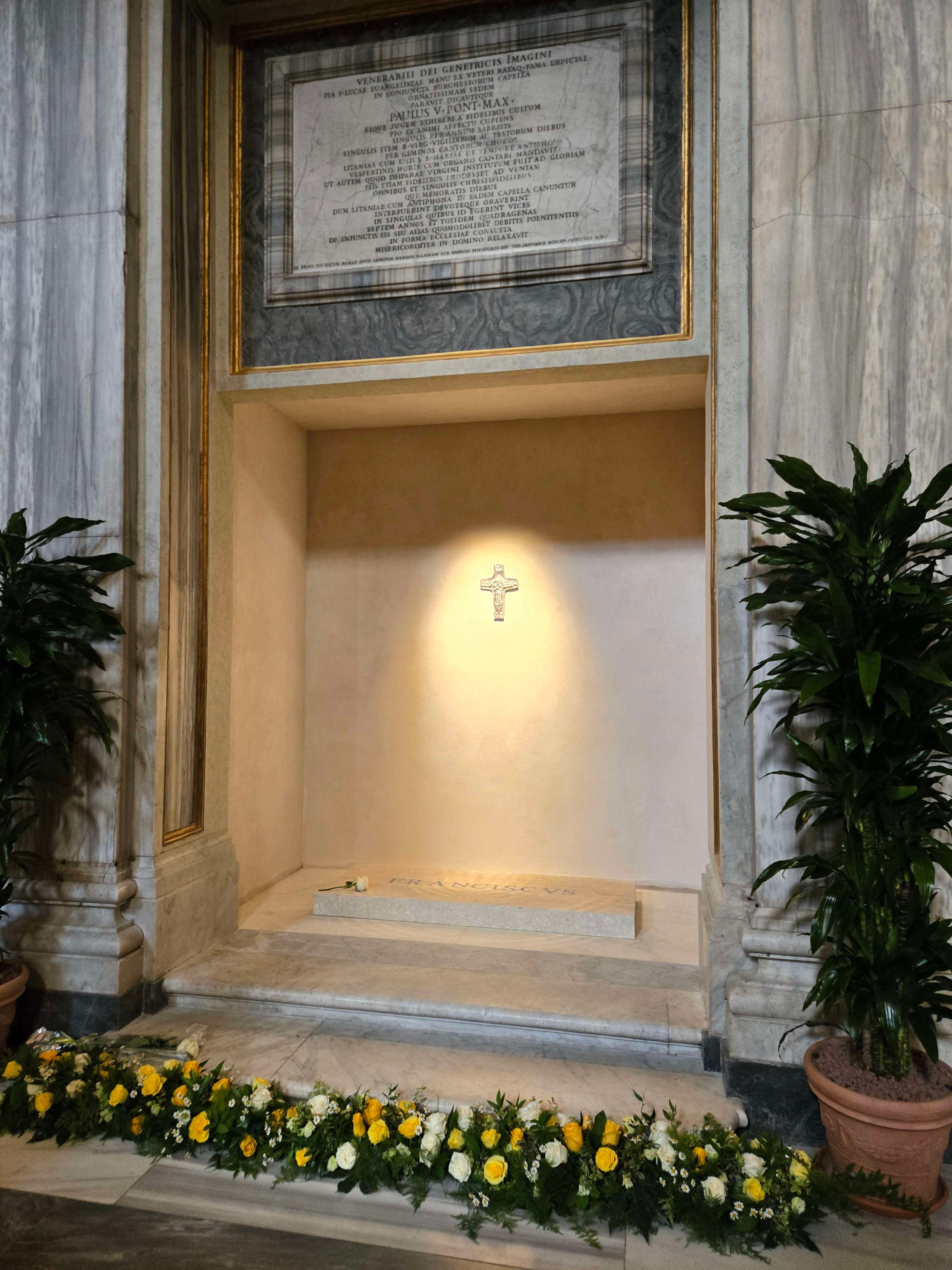
Могила папы Франциска в базилике Санта-Мария-Маджоре

Хотя папские похороны обычно проходят пышно, Франциск при жизни упростил процедуру, стремясь сохранить сдержанный скромный стиль мероприятий. Так, вместо захоронения в тройном гробу он пожелал быть погребённым в обычном деревянном.
После его похорон начался Novendiales — девятидневный период траура по усопшему понтифику.

### Иностранные гости
Своё намерение присутствовать на похоронах выразил ряд мировых лидеров и высокопоставленных лиц:
- Жоан Энрик Вивес-и-Сисилья, князь Андорры[65]
  -  Ксавьер Эспот Самора, глава правительства Андорры[65]
- Хавьер Милей, президент Аргентины (родной страны Франциска)[66]
  -  Херардо Вертейн[англ.], министр иностранных дел Аргентины[66]
  -  Карина Милей, генеральный секретарь президента Аргентины[66]
  -  Гильермо Франкос, глава кабинета министров Аргентины[66]
  -  Патрисия Бульрич[англ.], министр национальной безопасности Аргентины[66]
  -  Сандра Петтовелло[англ.], министр человеческого капитала Аргентины[66]
  -  Мануэль Адорни[англ.], пресс-секретарь и сотрудник по связям с общественностью правительства Аргентины[66]
- Саманта Мостин, генерал-губернатор Австралии[67]
- Александр Ван дер Беллен, президент Австрии[68]
  -  Кристиан Штокер, канцлер Австрии[68]
- Король Бельгии Филипп и королева Бельгии Матильда[69]
  -  Барт де Вевер, премьер-министр Бельгии[69]
- Луис Инасиу Лула да Силва, президент Бразилии[70]
  -  Джанья Лула да Силва[англ.], первая леди Бразилии[70]
- Мануэль Хосе Оссандон[англ.], председатель Сената Чили[71]
  -  Хосе Мигель Кастро[англ.], председатель Палаты депутатов Чили[71]
  -  Альберто ван Клаверен, министр иностранных дел Чили[71]
- Росен Желязков, премьер-министр Болгарии[72]
- Никос Христодулидис, президент Кипра[73]
- Петр Фиала, премьер-министр Чехии[74]
- Луис Абинадер, президент Доминиканской Республики
  -  Ракель Арбахе, первая леди Доминиканской Республики[75]
- Даниэль Нобоа, президент Эквадора[76]
- Алар Карис, президент Эстонии[77]
- Урсула фон дер Ляйен, председатель Европейской комиссии[78]
- Антониу Кошта, председатель Европейского совета[69]
- Роберта Метсола, председатель Европейского парламента[69]
- Эммануэль Макрон, президент Франции[61]
- Франк-Вальтер Штайнмайер, президент Германии[79]
  -  Олаф Шольц, канцлер Германии[80]
- Кириакос Мицотакис, премьер-министр Греции
- Ксиомара Кастро, президент Гондураса
  -  Эдуардо Энрике Рейна[англ.], министр иностранных дел Гондураса
- Тамаш Шуйок, президент Венгрии[81]
- Халла Томасдоттир, президент Исландии
- Джоко Видодо, бывший президент Индонезии[82]
  -  Наталиус Пигай[англ.], министр Индонезии по правам человека[82]
  -  Томас Дживандоно[англ.], заместитель министра финансов Индонезии[82]
  -  Игнасиус Джонан[англ.], бывший министр энергетики и минеральных ресурсов и министр транспорта Индонезии[82]
- Майкл Хиггинс, президент Ирландии[83]
  -  Сабина Хиггинс[англ.], жена президента Ирландии[83]
  -  Михол Мартин, премьер-министр Ирландии[83]
  -  Саймон Харрис, заместитель премьер-министра Ирландии[83]
- Серджо Маттарелла, президент Италии[61]
  -  Джорджа Мелони, председатель Совета министров Италии[61]
  -  Иньяцио Ла Русса, председатель Сената Италии[61]
  -  Лоренцо Фонтана, председатель Палаты депутатов Италии[61]
- Вьоса Османи, президент Косово[84]
- Эдгар Ринкевич, президент Латвии[85]
- Гитанас Науседа, президент Литвы[86]
- Великий герцог Люксембурга Анри[87]
  -  Люк Фриден, премьер-министр Люксембурга[87]
- Дик Схоф, премьер-министр Нидерландов[88]
  -  Каспар Вельдкамп[англ.], министр иностранных дел Нидерландов[88]
- Кристофер Лаксон, премьер-министр Новой Зеландии[89]
- Анджей Дуда, президент Польши[80][90]
  -  Агата Корнхаузер-Дуда, первая леди Польши[80][90]
  -  Шимон Холовня, маршал Сейма Польши
- Марселу Ребелу де Соуза, президент Португалии[91]
  -  Луиш Монтенегру, премьер-министр Португалии[91]
  -  Жузе Педру Агиар-Бранку[англ.], председатель Ассамблеи Республики[91]
  -  Паулу Ранжел[англ.], министр иностранных дел[91]
- Чэнь Цзяньжэнь, бывший вице-президент Китайской Республики[92]
- Ольга Любимова, министр культуры Российской Федерации[93]
- Илие Боложан, исполняющий обязанности президента Румынии[69]
- Наташа Пирц-Мусар, президент Словении[77]
  -  Роберт Голоб, премьер-министр Словении[77]
- Король Испании Филипп VI и королева Испании Летисия[94]
- Король Швеции Карл XVI Густав и королева Швеции Сильвия[95]
  -  Ульф Кристерссон, премьер-министр Швеции[96]
- Карин Келлер-Зуттер, президент Швейцарии[69]
- Жозе Рамуш-Орта, президент Восточного Тимора[69]
  -  Бендиту Фрейташ[англ.], министр иностранных дел и сотрудничества Восточного Тимора[69]
- Владимир Зеленский, президент Украины[97]
  -  Елена Зеленская, первая леди Украины[97]
  -  Андрей Сибига, министр иностранных дел Украины[98]
- принц Уэльский Уильям[99]
  -  Кир Стармер, премьер-министр Великобритании[99]
- Антониу Гутерриш, Генеральный секретарь ООН[77]
- Дональд Трамп, президент США[100]
  -  Мелания Трамп, первая леди США[100]
  -  Джо Байден, 46-й президент США[101]
- Иван Хиль Пинто, министр иностранных дел Венесуэлы[102]
  -  Кармен Мелендес, мэр столичного округа Каракас[102]

Не присутствовали на похоронах:
- президент Мексики Клаудия Шейнбаум не присутствовала на похоронах. Мексику на церемонии представил министр внутренних дел Роса Исела Родригес[англ.][103].
- президент России Владимир Путин не присутствовал на похоронах. Его международные поездки ограничены ордером на арест, выданным Международным уголовным судом[104].
- президент Чили Габриэль Борич объявил, что не будет присутствовать на церемонии[71].

## Реакции

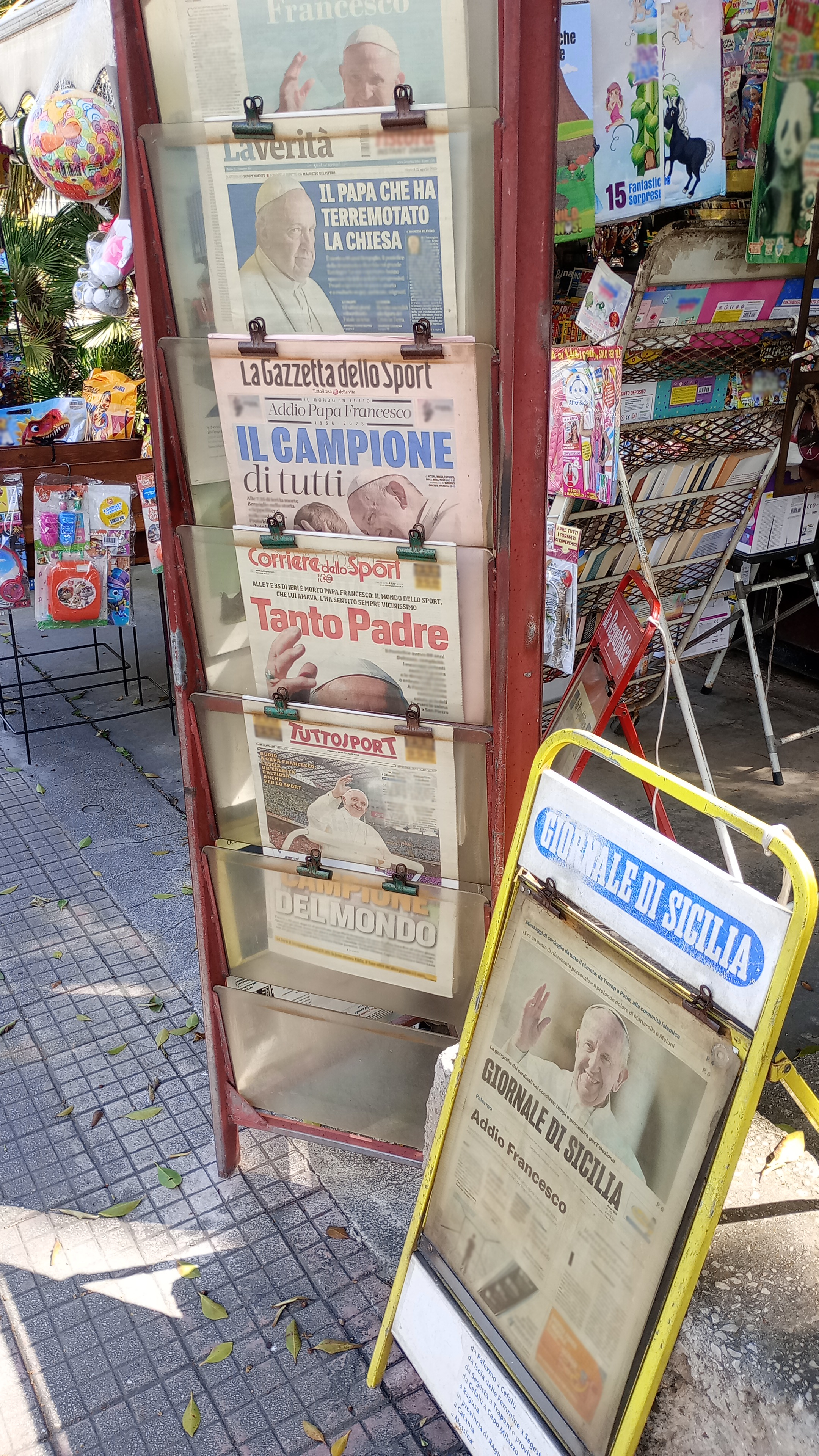
Новость о смерти папы римского Франциска на первых полосах газет в Багерии, Сицилия (Италия), 22 апреля 2025 года

Смерть папы римского Франциска вызвала отклик по всему миру. Соболезнования выразили главы государств и правительств, представители Католической церкви, а также другие политические и религиозные лидеры.

### Траур

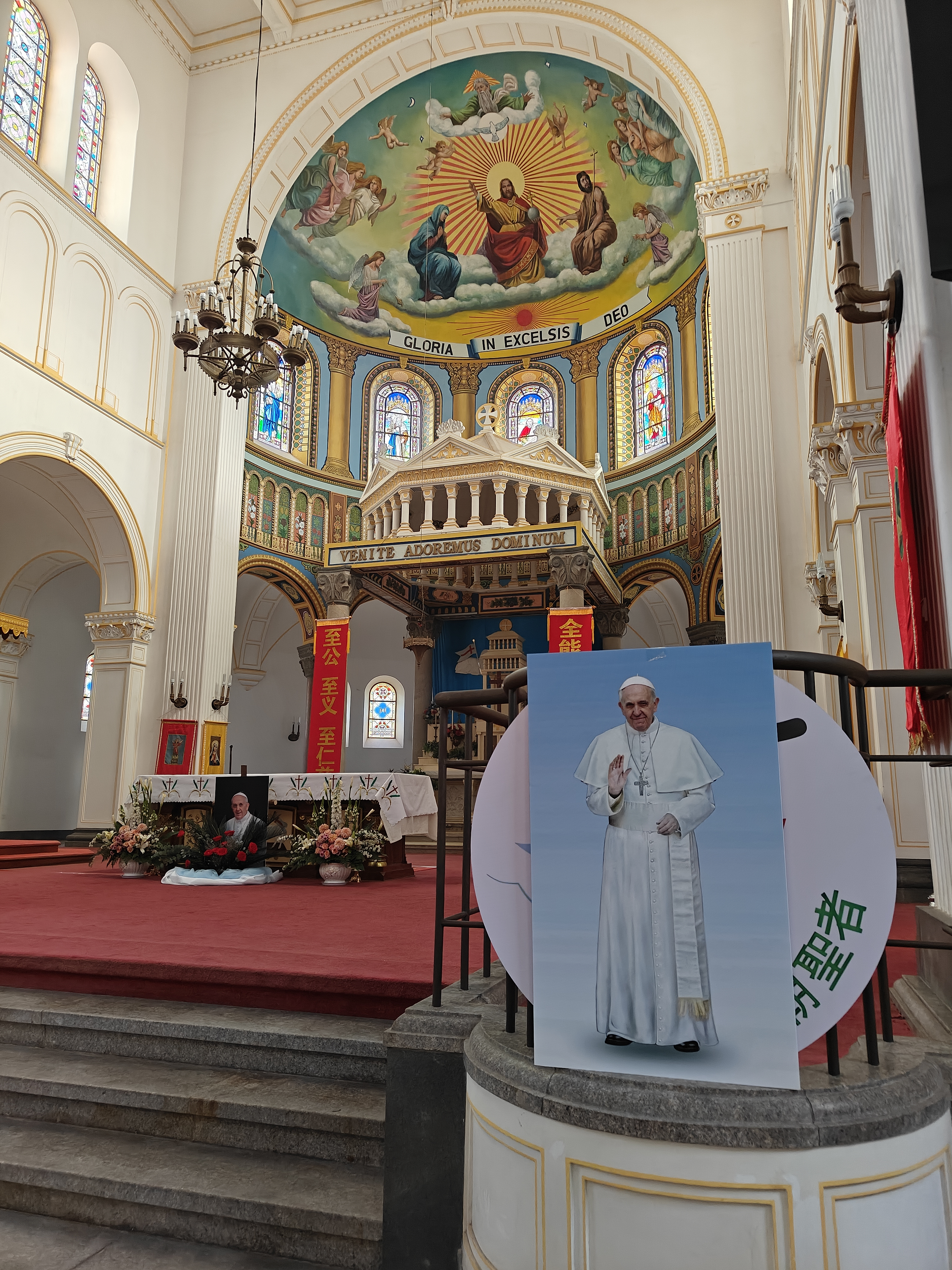
Поминальная месса по папе Франциску в соборе Святого Михаила в Циндао (Китай)

Согласно традиции, Святой Престол объявил девятидневный траур. В нескольких других странах также объявлен национальный траур.
| Страна                   | Дней | Даты              | Ис.             |
| ------------------------ | ---- | ----------------- | --------------- |
| Ватикан                  | 9    | 26 апреля — 4 мая | [ 106 ] [ 107 ] |
| Аргентина                | 7    | 22—28 апреля      | [ 108 ] [ 109 ] |
| Бразилия                 | 7    | 22—28 апреля      | [ 110 ]         |
| Восточный Тимор          | 7    | 22—28 апреля      | [ 111 ]         |
| Пуэрто-Рико              | 6    | 21—26 апреля      | [ 112 ] [ 113 ] |
| Италия                   | 5    | 22—26 апреля      | [ 114 ]         |
| Парагвай                 | 5    | 22—26 апреля      | [ 115 ]         |
| Коста-Рика               | 4    | 21—24 апреля      | [ 116 ]         |
| Филиппины                | 4    | 23—26 апреля      | [ 117 ]         |
| Чили                     | 3    | 22—24 апреля      | [ 118 ]         |
| Куба                     | 3    | 22—24 апреля      | [ 119 ]         |
| Доминиканская Республика | 3    | 22—24 апреля      | [ 120 ]         |
| Эквадор                  | 3    | 22—24 апреля      | [ 121 ]         |
| Гватемала                | 3    | 22—24 апреля      | [ 122 ]         |
| Ливан                    | 3    | 22—24 апреля      | [ 123 ]         |
| Панама                   | 3    | 22—24 апреля      | [ 124 ]         |
| Перу                     | 3    | 22—24 апреля      | [ 125 ]         |
| Испания                  | 3    | 22—24 апреля      | [ 126 ] [ 127 ] |
| Венесуэла                | 3    | 22—24 апреля      | [ 128 ]         |
| Индия                    | 3    | 22—23 и 26 апреля | [ 129 ]         |
| Экваториальная Гвинея    | 3    | 23—25 апреля      | [ 130 ]         |
| Палестина                | 3    | 23—25 апреля      | [ 131 ]         |
| Белиз                    | 3    | 24—26 апреля      | [ 132 ]         |
| Монако                   | 3    | 24—26 апреля      | [ 133 ]         |
| Мозамбик                 | 3    | 24—26 апреля      | [ 134 ]         |
| Португалия               | 3    | 24—26 апреля      | [ 135 ]         |
| Словения                 | 3    | 24—26 апреля      | [ 136 ]         |
| Кабо-Верде               | 2    | 23—24 апреля      | [ 137 ]         |
| Мальта                   | 2    | 22 и 26 апреля    | [ 138 ]         |
| Босния и Герцеговина     | 1    | 26 апреля         | [ 139 ]         |
| Хорватия                 | 1    | 26 апреля         | [ 140 ]         |
| Венгрия                  | 1    | 26 апреля         | [ 141 ]         |
| Литва                    | 1    | 26 апреля         | [ 142 ]         |
| Польша                   | 1    | 26 апреля         | [ 143 ]         |
| Румыния                  | 1    | 26 апреля         | [ 144 ]         |
| Словакия                 | 1    | 26 апреля         | [ 145 ]         |
| Уругвай                  | 1    | 26 апреля         | [ 146 ]         |

### Главы государств и правительств

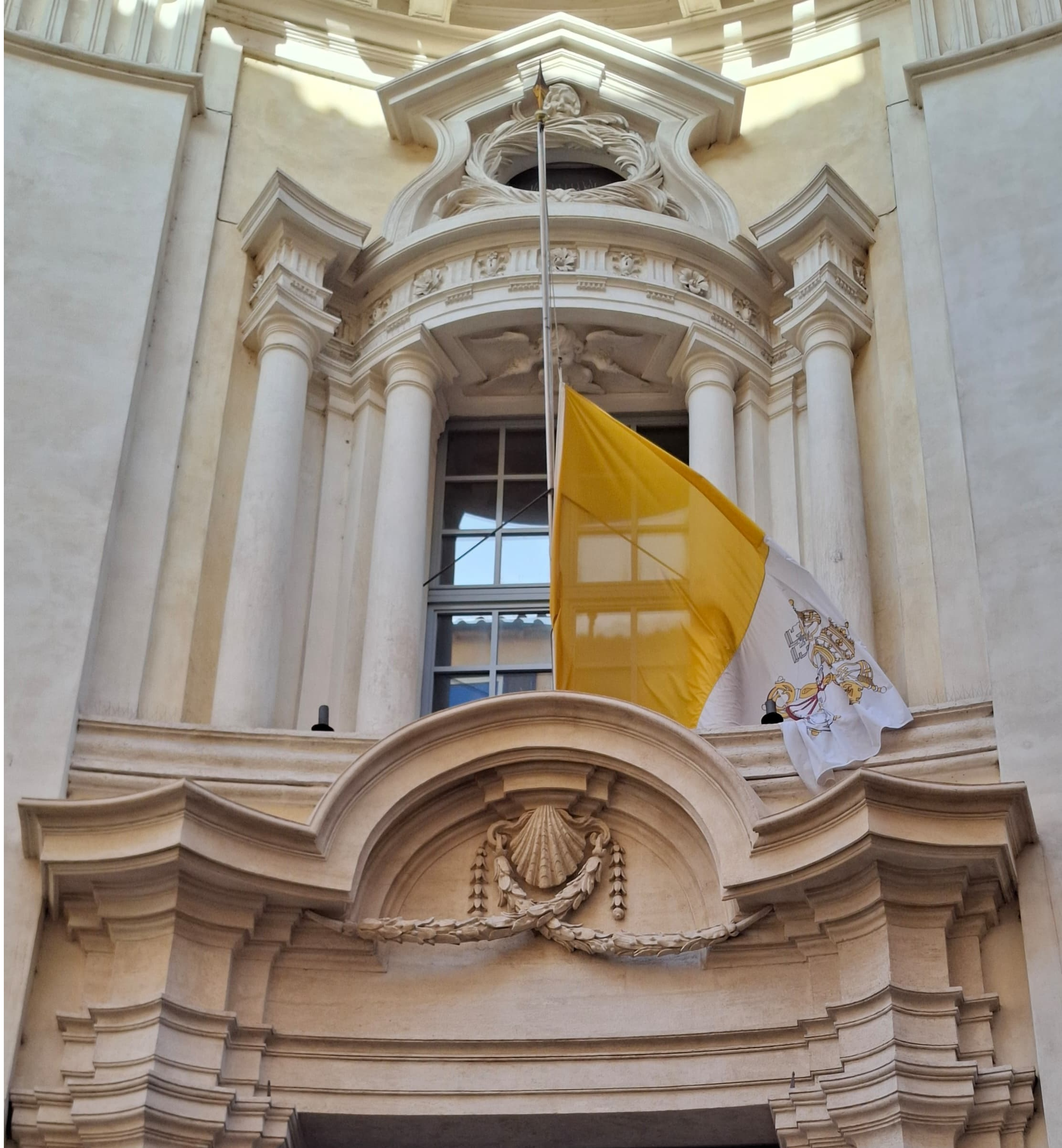
Приспущенный флаг Ватикана на здании Конгрегации евангелизации народов

- Франция — президент Эмманюэль Макрон отдал дань уважения папе Франциску, назвав его «человеком смирения, стоящим на стороне самых уязвимых и хрупких»[61].
- Германия — канцлер Олаф Шольц выразил соболезнования по поводу утраты «защитника слабых, миротворца и добросердечного человека» в публикации на X[147]. Фридрих Мерц, вероятный следующий канцлер, отметил «неустанную приверженность Франциска самым слабым в обществе, справедливости и примирению»[148].
- Ирландия — премьер-министр Микал Мартин написал в соцсетях: «Мне выпала честь встретиться с папой Франциском в Дублинском замке во время его визита в 2018 году, и меня поразило его видение Католической церкви как открытой, сострадательной и сосредоточенной на нуждах самых уязвимых…»[149].

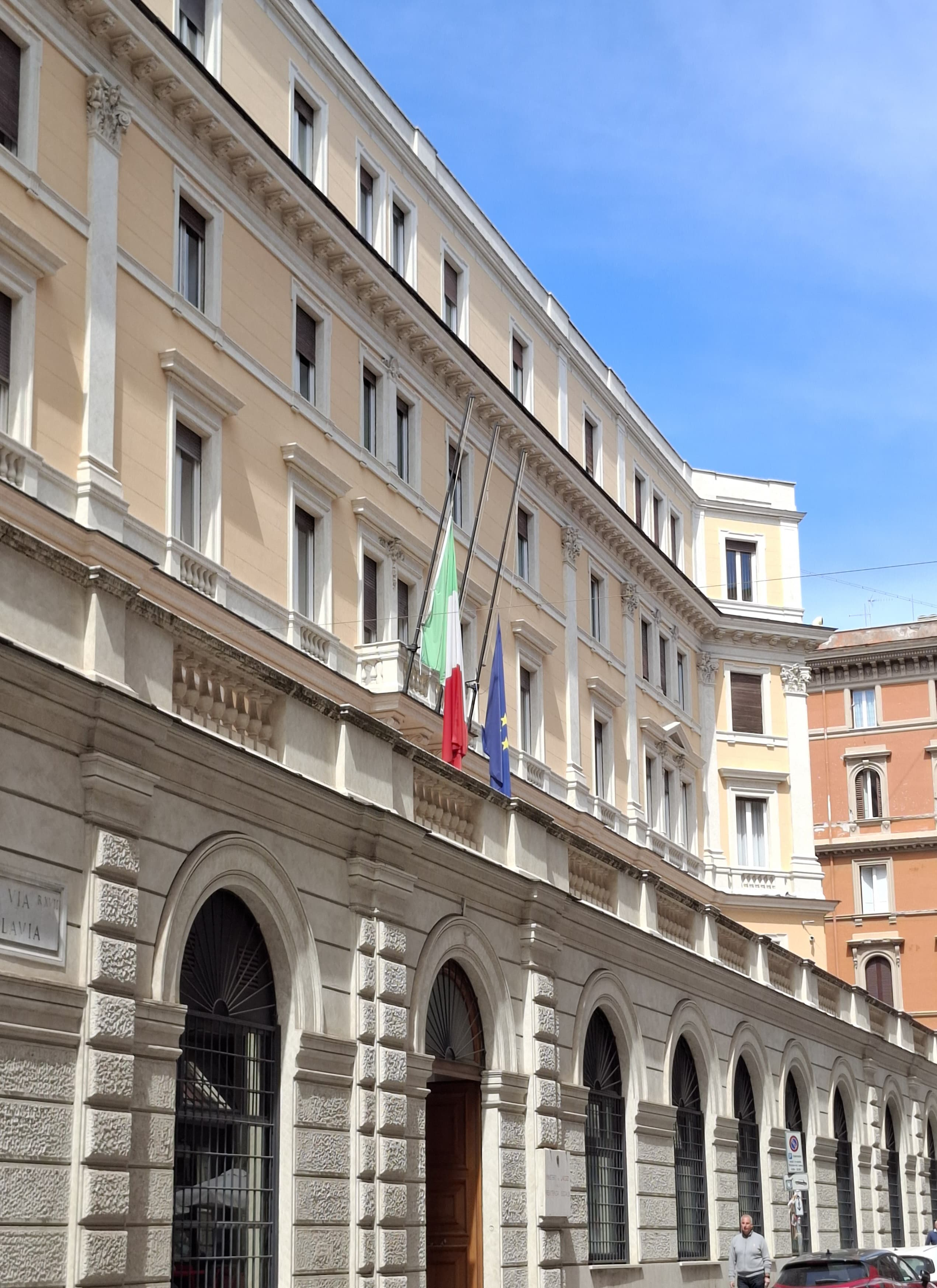
Приспущенные флаги Италии и Европейского союза

- Италия — премьер-министр Джорджа Мелони заявила: «Эта новость глубоко нас опечалила»[61].
- Нидерланды — премьер-министр Дик Схоф назвал папу Франциска «человеком народа во всех смыслах»[150].
- Польша — президент Анджей Дуда отметил, что Франциск «руководствовался смирением и скромностью»[148], а премьер-министр Дональд Туск назвал его «добрым, тёплым и чутким человеком»[150].
- Россия — президент Владимир Путин выразил соболезнования Ватикану, отметив, что папа Франциск «активно содействовал развитию диалога между Русской православной и Римско-католической церквями, а также конструктивному сотрудничеству между Россией и Святым Престолом»[151].
- Испания — премьер-министр Педро Санчес отметил приверженность Франциска «самым уязвимым [слоям населения]»[150].
- Швейцария — президент Карин Келлер-Зуттер назвала Франциска «великим духовным лидером, неустанным защитником мира»[152].
- Украина — президент Владимир Зеленский отдал дань уважения папе Франциску, заявив: «Он умел дарить надежду, облегчать страдания молитвой и укреплять единство»[153].
- Великобритания — Карл III и королева Камилла сообщили, что их сердца «тяжелы», и отдали дань уважения «состраданию» Папы и его «неустанной приверженности людям веры»[154]. Премьер-министр Кир Стармер назвал Франциска «Папой для бедных, угнетённых и забытых»[155]. Флаг Великобритании был приспущен на королевских резиденциях в знак уважения[61].
  -  Шотландия — первый министр Джон Суинни описал Франциска как «голос мира, терпимости и примирения»[156].
- Эстония — президент Алар Карис выразил глубокие соболезнования Ватикану и всему римско-католическому миру, назвал Франциска «выдающимся моральным авторитетом и достойным голосом в глобальном обществе»[157].
- Венгрия — президент Тамаш Шуйок заявил, что папа Франциск «говорил на языке народа, чтобы каждый мог его понимать»[158][159]. Премьер-министр Виктор Орбан поблагодарил Франциска в своём посте в Facebook, выражая скорбь[160][161].
- Люксембург — великий герцог Генрих заявил, что папа был «человеком великого сострадания, разделявшим боль и страдания других», который служил духовным наставником за пределами Церкви. Премьер-министр Люк Фриден выразил свои соболезнования и сказал, что папа римский внёс свой вклад «в обогащение наших дебатов по этическим, социальным и экологическим вопросам», добавив, что общество «не может выжить без ценностей и принципов»[162].

- Аргентина — президент Хавьер Милей выразил соболезнования[151]. Правительство родной страны Папы объявило трёхдневный национальный траур и также направило официальные соболезнования[163].

- Австралия — премьер-министр Энтони Албаниз назвал Папу Франциска «преданным борцом и любящим отцом» для всех католиков, добавив, что его смерть будет оплакиваться австралийцами всех вероисповеданий[164].
- Армения — премьер-министр Никол Пашинян отдал дань уважения папе Франциску, заявив, что «выдающееся лидерство Его Святейшества в достижении мирного и справедливого мира не может быть забыто»[165].

- Восточный Тимор — президент Жозе Рамуш-Орта назвал смерть Папы «мировой утратой» и объявил, что флаги страны будут приспущены[164].

- Египет — президент Абдул-Фаттах ас-Сиси сказал, что Папа Франциск был «голосом мира, любви и сострадания»[166].

- Эфиопия — премьер-министр Абий Ахмед выразил соболезнования в Twitter и пожелал, чтобы «его наследие сострадания, смирения и служения человечеству продолжало вдохновлять будущие поколения»[61].

- Кения — президент Уильям Руто назвал смерть Папы «большой утратой» для христианского мира и отметил его «непоколебимую приверженность инклюзивности и справедливости»[167].

- Индия — премьер-министр Нарендра Моди заявил, что он «глубоко опечален» смертью Папы Франциска[61].

- Иран — Министерство иностранных дел выразило соболезнования «всем христианам мира»[148][164].

- Израиль — президент Ицхак Герцог высоко оценил «безграничное сострадание» Франциска[61].

- Пакистан — президент Асиф Али Зардари отметил, что Папа Франциск будет вспоминаться за усилия по продвижению мира, социальной справедливости, межконфессионального диалога и поддержки наиболее уязвимых сообществ по всему миру[168][169].

- Филиппины — президент Бонгбонг Маркос сказал, что Филиппины скорбят вместе с международным католическим сообществом по поводу кончины Папы Франциска[170].

- ЮАР — президент Сирил Рамафоса заявил, что Папа Франциск отличался «смирением» и глубокой приверженностью «улучшению Церкви и мира»[61].

- США — президент США Дональд Трамп выразил соболезнования в связи со смертью папы римского Франциска в социальной сети Truth Social, написав: «Покойся с миром, Франциск! Храни Господь его и всех, кто его любил»[171], и подписал указ приспустить флаги по всей Америке[172][173]. Вице-президент Джей Ди Вэнс в соцсетях выразил благодарность за возможность увидеть Папу «даже несмотря на его тяжёлое состояние» и выразил соболезнования «миллионам христиан по всему миру, которые его любили»[174].

- Казахстан — президент Казахстана Касым-Жомарт Токаев с глубокой скорбью воспринял известие о кончине Папы Римского Франциска. В соцсети «X» он сообщил: «Я с теплотой вспоминаю встречи с Папой и его исторический апостольский визит в Казахстан в 2022 году, который стал символом толерантности и взаимопонимания. Папа Франциск навсегда останется в наших сердцах как великий пастырь мира и последовательный сторонник межконфессионального диалога и гармонии»[175][176].
- Новая Зеландия — премьер-министр Кристофер Лаксон описал папу Франциска как «человека смирения», унаследовавшего «непоколебимую приверженность уязвимым слоям населения, социальной справедливости и межконфессиональному диалогу»[177].

### Международные организации
- Европейский союз — председатель Европейской комиссии Урсула фон дер Ляйен сказала, что папа римский «вдохновил миллионы людей, далеко за пределами Католической церкви, своим смирением и чистой любовью к менее удачливым»[164]. Председатель Европейского парламента Роберта Метсола заявила, что «его заразительная улыбка покорила сердца миллионов людей по всему миру»[61].
- ООН — Филиппо Гранди, Верховный комиссар ООН по делам беженцев, сказал, что папа римский «встал и неустанно выступал в защиту бедных, преследуемых, жертв войны, беженцев и мигрантов»[178].

### Прочее
- Палестинская исламистская организация  ХАМАС выразила соболезнования в связи со смертью папы римского Франциска. В своём заявлении ХАМАС отметила признательность за его осуждение «войны и геноцида[англ.]* в Газе» и подчеркнула его «долгую карьеру на службе человеческим и религиозным ценностям»[179].
- Мальтийский орден — великий магистр Джон Данлап выразил свои соболезнования, отметив, что «свидетельство веры папы, его преданность самым слабым, его непрестанный призыв к милосердию и миру глубоко запечатлелись в наше время и будут продолжать освещать путь Церкви»[180].